# ليلهامر
ليلهامر (باللغة النرويجية: Lillehammer) هي مدينة وبلدية في مقاطعة إينلاندت في النرويج، استضافت هذه المدينة الألعاب الأولمبية الشتوية لعام 1994.

## المناخ
يظهر الجدول التالي التغييرات المناخية على مدار السنة لليلهامر:
| البيانات المناخية لـليلهامر       | البيانات المناخية لـليلهامر | البيانات المناخية لـليلهامر | البيانات المناخية لـليلهامر | البيانات المناخية لـليلهامر | البيانات المناخية لـليلهامر | البيانات المناخية لـليلهامر | البيانات المناخية لـليلهامر | البيانات المناخية لـليلهامر | البيانات المناخية لـليلهامر | البيانات المناخية لـليلهامر | البيانات المناخية لـليلهامر | البيانات المناخية لـليلهامر | البيانات المناخية لـليلهامر |
| الشهر                             | يناير                       | فبراير                      | مارس                        | أبريل                       | مايو                        | يونيو                       | يوليو                       | أغسطس                       | سبتمبر                      | أكتوبر                      | نوفمبر                      | ديسمبر                      | المعدل السنوي               |
| --------------------------------- | --------------------------- | --------------------------- | --------------------------- | --------------------------- | --------------------------- | --------------------------- | --------------------------- | --------------------------- | --------------------------- | --------------------------- | --------------------------- | --------------------------- | --------------------------- |
| الدرجة القصوى °م (°ف)             | 10.4 (50.7)                 | 12.5 (54.5)                 | 16.0 (60.8)                 | 23.4 (74.1)                 | 28.5 (83.3)                 | 34.0 (93.2)                 | 32.4 (90.3)                 | 33.0 (91.4)                 | 26.4 (79.5)                 | 19.5 (67.1)                 | 16.2 (61.2)                 | 11.3 (52.3)                 | 34.0 (93.2)                 |
| متوسط درجة الحرارة الكبرى °م (°ف) | −3.5 (25.7)                 | −2.6 (27.3)                 | 3.3 (37.9)                  | 9.7 (49.5)                  | 14.8 (58.6)                 | 19.5 (67.1)                 | 21.6 (70.9)                 | 19.6 (67.3)                 | 15.1 (59.2)                 | 7.3 (45.1)                  | 1.0 (33.8)                  | −2.3 (27.9)                 | 8.6 (47.5)                  |
| المتوسط اليومي °م (°ف)            | −5.5 (22.1)                 | −5.6 (21.9)                 | −0.9 (30.4)                 | 4.8 (40.6)                  | 9.6 (49.3)                  | 14.0 (57.2)                 | 16.7 (62.1)                 | 15.3 (59.5)                 | 10.7 (51.3)                 | 4.6 (40.3)                  | −1.0 (30.2)                 | −4.5 (23.9)                 | 4.9 (40.7)                  |
| متوسط درجة الحرارة الصغرى °م (°ف) | −7.6 (18.3)                 | −8.5 (16.7)                 | −5.1 (22.8)                 | 0.1 (32.2)                  | 4.4 (39.9)                  | 8.6 (47.5)                  | 11.7 (53.1)                 | 10.9 (51.6)                 | 6.3 (43.3)                  | 1.9 (35.4)                  | −3.0 (26.6)                 | −6.7 (19.9)                 | 1.1 (33.9)                  |
| أدنى درجة حرارة °م (°ف)           | −31.0 (−23.8)               | −29.5 (−21.1)               | −24.1 (−11.4)               | −14.0 (6.8)                 | −5.4 (22.3)                 | −2.2 (28.0)                 | 0.5 (32.9)                  | −0.6 (30.9)                 | −5.8 (21.6)                 | −14.5 (5.9)                 | −22.5 (−8.5)                | −31.0 (−23.8)               | −31.0 (−23.8)               |
| الهطول مم (إنش)                   | 39 (1.5)                    | 31 (1.2)                    | 36 (1.4)                    | 32 (1.3)                    | 50 (2.0)                    | 66 (2.6)                    | 76 (3.0)                    | 77 (3.0)                    | 74 (2.9)                    | 75 (3.0)                    | 59 (2.3)                    | 45 (1.8)                    | 660 (26)                    |
| ساعات سطوع الشمس الشهرية          | 28                          | 68                          | 126                         | 168                         | 212                         | 242                         | 237                         | 195                         | 136                         | 83                          | 44                          | 18                          | 1٬557                       |
| المصدر #1:                        |                             |                             |                             |                             |                             |                             |                             |                             |                             |                             |                             |                             |                             |
| المصدر #2:                        |                             |                             |                             |                             |                             |                             |                             |                             |                             |                             |                             |                             |                             |

## توأمة
لليلهامر اتفاقيات توأمة مع كل من:
- أوترانس [الإنجليزية]‏
- هايوارد
- Hørsholm [الإنجليزية]‏
- أوبرهوف
- Oulainen [الإنجليزية]‏
- Shiozawa, Niigata [الإنجليزية]‏
- دوسلدورف
- Leksand Municipality [الإنجليزية]‏
- Radviliškis [الإنجليزية]‏

## أعلام
- كريستيان بريندن
- سيمون سلاتفيك
- فريدريك كوليت
- لارس بيتر نوردهاوق
- إيدفالد بواسون هاغن
- بريت بيترسن
- أحمد بوشيخي
- سيغريد أوندست
- روبرت يوهانسون
- جون إل. هيرش